# Дощі
«Дощі» (рос. «Дожди») — радянський художній фільм-драма 1958 року, знятий на кіностудії «Мосфільм».

## Сюжет
Телефільм за однойменним оповіданням Сергія Антонова. На будівництві невеликого моста зривається план робіт — ось уже два тижні йдуть проливні дощі, не вистачає піску і гравію. Начальник будівництва і Валентина Георгіївна (Лідія Сухаревська), його віддана секретарка, сумують за гарною погодою і чекають змін. І зміни дійсно настають. Івана Семеновича знімають з роботи та замість нього надсилають нового — енергійного, грубуватого начальника зі смішним прізвищем — Непейвода (Михайло Кузнецов). Обставини на будівництві різко змінюються: новий начальник зумів розставити людей, заразити всіх своєю кипучою енергією, і будівельники жваво відгукнулися проявом своєї ініціативи. Тепер вже дощі не заважають виконанню плану…

## У ролях
- Лідія Сухаревська — Валентина Георгіївна Островська
- Віктор Кольцов — Іван Семенович, начальник будівництва
- Михайло Кузнецов — Непейвода, новий начальник будівництва
- Михайло Глузський — Тимофєєв, начальник транспортного відділу
- Олена Максимова — тітка Паша
- Ольга Дзісько — Ольга Курєпова, бригадир погоничів з колгоспу «Новий шлях»
- Михайло Трояновський — Василь Гнатович Комаров
- Борис Сазонов — Олексій, чоловік Ольги
- Марія Попова-Кайсарова — бабка Ольги
- Олена Вольська — будівельник
- Михайло Семеніхін — водій

## Знімальна група
- Режисер — Сергій Казаков
- Сценарист — Олександр Городецький
- Оператор — Вадим Яковлєв
- Композитор — Юрій Бірюков
- Художник — Арнольд Вайсфельд